# 有峰林道

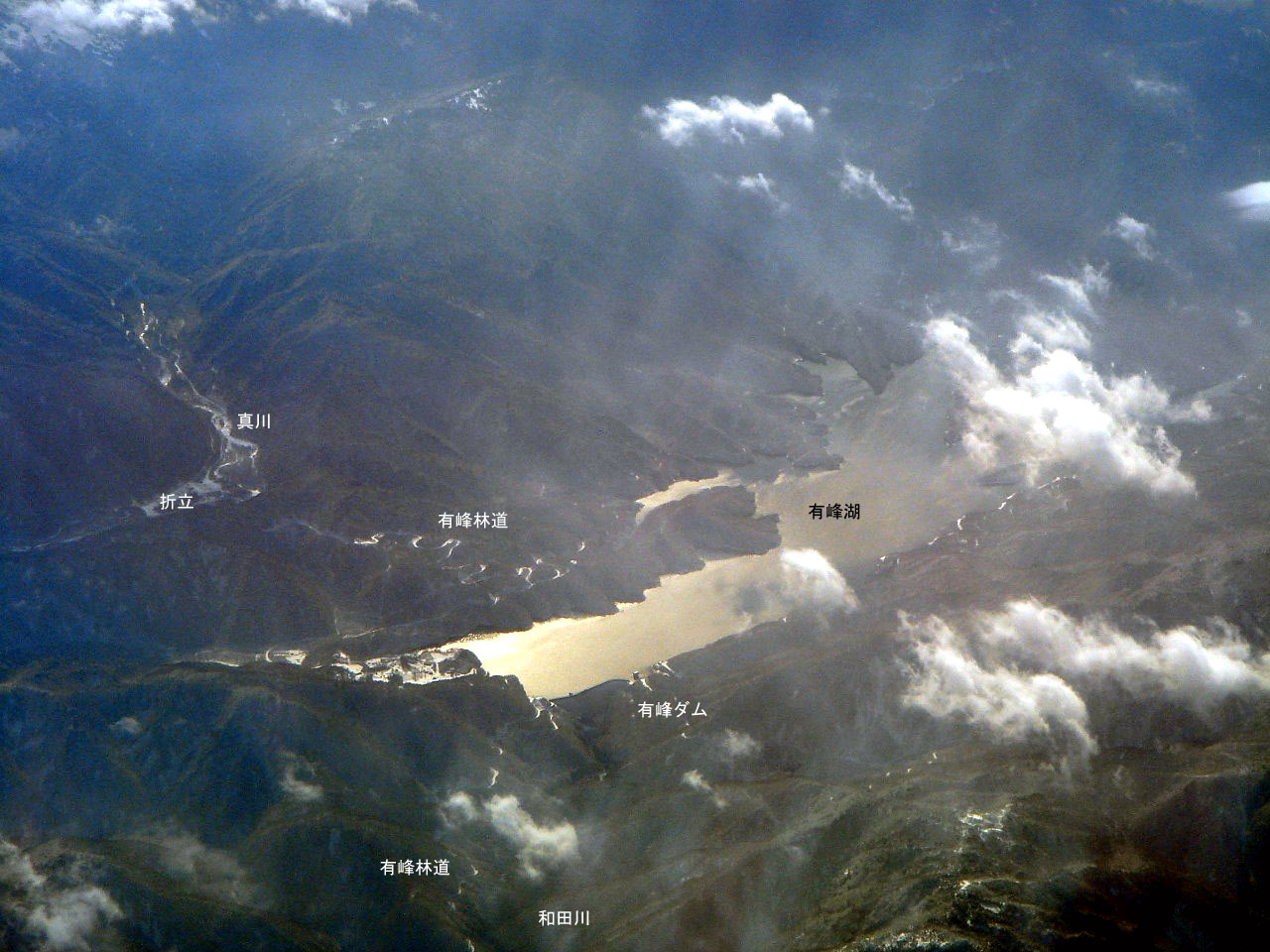
有峰湖と有峰林道

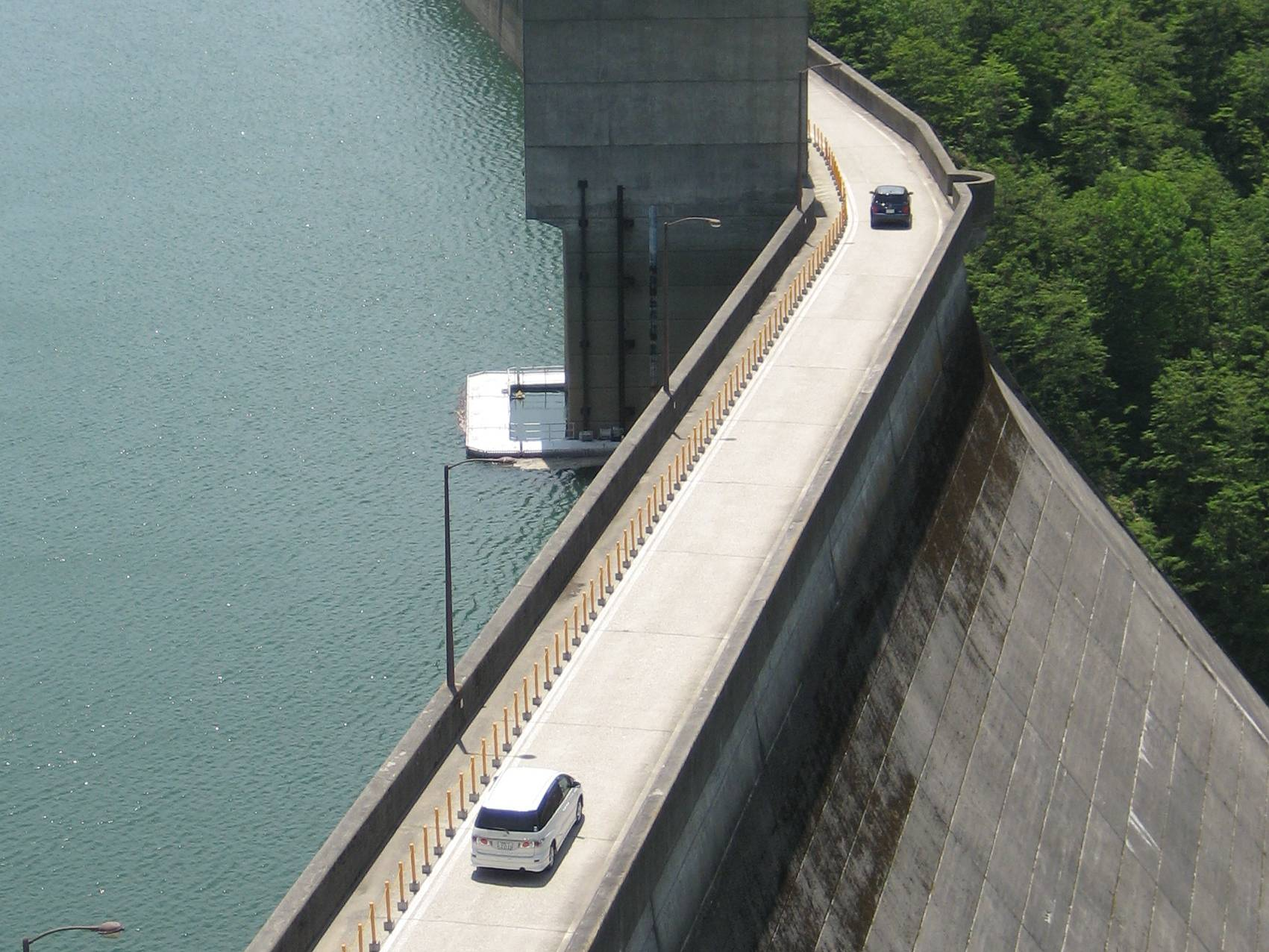
有峰ダム上を走る有峰林道

有峰林道（ありみねりんどう）は、富山県富山市と岐阜県飛騨市にまたがる有料道路である。有峰林道は総称で複数の林道で構成される。また、冬季は全線で通行止となる。

## 概要
- 富山県林道有峰線
  - 小見線：富山市亀谷 - 有峰猪根（2009年10月7日より、山腹崩壊のため通行止であったが、2011年6月1日より開通）
  - 湖周線：富山市有峰猪根 - 有峰猪根　注)折立線から東谷線に至る東岸線は車両通行禁止であり有峰湖を一周することは出来ない。また大部分が未舗装路である[1]。
    - 富山県は、東岸線の拡幅および舗装整備計画を進め2020年度から着手の予定であったが、絶滅危惧Ⅰ類に指定されているハクバサンショウウオの生息を2019年10月に確認したため工事着手を中断し、計画変更も含め検討を重ね、2022年3月31日に当面拡幅・舗装工事を行わない方針を示した[1]。

  - 大多和線：湖周線から分岐して大多和峠（岐阜県境）注)岐阜県側は長期通行止めであり大多和峠から国道41号へ通り抜けることは出来ない。
  - 小口川線：富山市水須 - 不動谷
  - 東谷線：湖周線 - 飛越トンネル（岐阜県境、高山大山林道と接続）
- 富山県林道真川線
  - 折立線：湖周線から分岐して新折立トンネル（折立、折立バス停、駐車場、キャンプ場、ヒュッテ）
  - 真川線：新折立トンネル - 湯川谷

## 歴史
- 1951年11月 - 上新川郡大山村（後の大山町）と北陸電力が、森林開発と有峰ダム建設を目的に、亀谷集落から現在の小見線の工事に着手[2][3]。
- 1962年
  - 6月1日 - 料金徴収を開始[4]。
  - 8月10日[5] - 完成。
  - 10月 - 小見線、湖周線、大多和線、折立線[3]および西谷、峠谷の両支線6,083 kmが開通[6]。工事費約5億円。
  - 10月19日 - 完工式を挙行[7]。
- 1964年 - 富山県が森林開発と観光開発を目的に真川線の工事に着手。
- 1967年 - 真川線開通。工事費約1億6,800万円。
- 1969年 - 小口川線開通。工事費約3億9,000万円。
- 1975年 - 小見線の2車線化工事に着手[8]。
- 1999年6月1日 - 折立線の2車線化工事が完了[9]。
- 2021年10月6日 - 小見線の2車線化工事が完了し、10月17日に記念式典を開いた[8]。

## 通行料金等
通行料金(2022年4月現在)
- 大型車：4,900円
- 小型車：2,000円
- 自動二輪車等：500円

通行時間
- 6:00 - 20:00までで、20:00から6:00までの夜間は通行止となる。

なお、1962年6月1日の料金徴収開始当初の通行料金は、小型乗用車・小型貨物自動車・軽自動車は500円・普通自動車は600円、普通貨物自動車および乗合自動車は1,000円であった。